# Murom
Murom (ruski: Муром; stari nordijski: Moramar) je povijesni gradić u Vladimirskoj oblasti u Rusiji, koji se smjestio duž lijeve obale rijeke Oke, nekih 300 km istočno od Moskve, na 55°34′N 42°02′E / 55.567°N 42.033°E.
Broj stanovnika: 145.500 (2002.).

## Povijest
U 9. stoljeću, grad je označavao najistočnije naselje Istočnih Slavena u zemlji ugro-finskog naroda zvanog Muromi.
Nestorova kronika spominje ga 862., i stoga ga se smatra jednim od najstarijih gradova u Rusiji.
Od 10. do 14. stoljeća, bio je glavnim gradom vlastite kneževine, među čije vladare su spadali sveti Gleb, koji je ubijen 1015. godine, a kanoniziran 1071., zatim sveti knežević Konstantin Blaženi te svetci Petar i Teuronija, inače junaci opere Rimskog-Korsakova.
Murom je bio domom najslavljenijeg istočnoslavenskog epskog junaka Ilje Muromeca.
Unatoč brojnim barbarstvima počinjenim za boljševičke vlasti, Murom je zadržao brojne znake starine.
Samostan sv. Spasitelja, jedan od najstarijih u Rusiji, se prvi put spominje 1096., kad ga je Oleg Černigovski opsjedao i ubio sina Vladimira Monomaha, Izjaslava, koji je ondje i pokopan.
1552., samostan je posjetio Ivan Grozni, koji je dao izgraditi kamenu katedralu, a što su primjerom slijedile ostale crkve.
Konvent sv. Trojstva, gdje su izložene moći svetih Petra i Teuronije, The, ima i katedralu, (građenu 1642. – 43.), Kazansku crkvu (iz 1652.), zvonik iz 1652., drvenu crkvu sv. Sergeja i kamene zidove.
Pored njih, valja spomenuti klauštar sv. Navješćenja, osnovan za doba Ivana Groznog za udomiti moći mjesnih kneževa. Isti ima u svom sklopu katedralu iz 1664.
Dvije zadnjespomenute katedrale su vjerojatno djelo istih majstora. Imaju mnogo zajedničkog s crkvom sv. Uskresenja iz 1658. u starom dijelu grada.
Sasvim drukčija je šatorasta crkva sv. Kuzme i Damjana iz 1565. na obali Oke, podignute u slavu ruskog osvajanja Kazana.

## Poznati Muromljani i Murom(ljan)ke
- Ilja Muromec, epski junak
- Marija Ivanovna Arbatova, (1957.- ) ruska spisateljica
- Sergej Mihajlovič Prokudin-Gorski (1863. – 1944.), "otac" fotografije u boji
- Vladimir Kuzmič Zvorikin (1889. – 1982.), "otac" televizije,
- Aleksandr Gavrilovič Šljapnikov (1885. – 1937.)., poznati ruski komunist

Vremenska zona: Moskovsko vrijeme

## Vanjske poveznice
- http://www.murom.ru  Arhivirana inačica izvorne stranice od 2. travnja 2008. (Wayback Machine)
- http://www.murom.info
- http://www.museum.murom.ru/modules/news  Arhivirana inačica izvorne stranice od 4. ožujka 2006. (Wayback Machine)